# Toluen
Toluen (toluol) je čista, u vodi nerastvorljiva, tečnost sa tipičnim mirisom rastvarača. Hemijski on je mono-substituisani derivat benzena, tj. jedan atom vodonika benzen je zamenjen 3 grupom.
On je aromatični ugljovodonik koji je u širokoj upotrebi kao industrijska sirovina i rastvarač.

## Istorija
Toluen je prvi put dobijen 1844. godine putem suve destilacije iz tolubalzama. Otkrio ga je francuski hemičar Henri Etien Sant-Klara Devil. Iz toluena je 1861. hemičar Josef Vilbrand dobio TNT (trinitrotoluen), mada ne potpuno hemijski čist.

## Hemijske osobine
Toluen reaguje kao normalan aromatičan ugljovodonik u pogledu elektrofilne aromatične supstitucije. Metilna grupa ga čini oko 25 puta reaktivnijim od benzena u takivm reakcijama. On podleže sulfonaciji i daje p-toluenesulfonsku kiselinu, i hlorinaciji sa 2 u prisustvu l3 i daje orto i para izomere hlorotoluena. On podleže nitraciji čime nastaju orto i para nitrotoluenski izomeri, ali ako se zagreje daje dinitrotoluen i ultimatno eksploziv trinitrotoluen (TNT).
Toluen spada u grupu 2B kancerogenih materija prema klasifikaciji Međunarodne agencije za istraživanje raka (IARC).
Sa drugim reagensima metil bočni lanac toluena može da reaguje, podležući oksidaciji. Reakcija sa kalijum permanganatom i razblaženom kiselinom (npr. sumpornom kiselinom) ili kalijum permanganatom sa koncentrovanom sumpornom kiselinom, proizvodi benzojevu kiselinu, dok reakcija sa hromil hloridom daje benzaldehid (Etardova reakcija). Halogenacija se može izvesti pod uslovima slobodnih radikala. Na primer, N-bromosukcinimid (NBS) zagrevan sa toluenom u prisustvu AIBN dovodi do benzil bromida. Toluen se takože može tretirati sa elementarnim bromom u prisustvu UV svetla (direktna sunčeva svetlost) da proizvede benzil bromid. Toluen se isto tako može brominisati tretiranjem sa HBr i H2O2 u prisustvu svetla.
Katalitička hidrogenacija toluena do metilcikloheksana zahteva visok pritisak vodonika do bi se završila, zbog stabilnosti aromatičnog sistema.  je približno 45.

## Upotreba i emisija
Proizvodi se u procesu krakovanja sirove nafte, ali i putem reakcije alkilovanja benzena metanolom.
Toluen se koristi kao rastvarač, za proizvodnju različitih boja i lakova, za proizvodnju gume, štavljenje kože, u proizvodnji najlona i različitih hemikalija. Mada je važan organski rastvarač,  ima i sposobnost rastvaranja brojnih neorganskih hemikalija kao što je sumpor.
Kao i benzen, koristi se kao aditiv bezolovnim motornim benzinima. Oko 20% ukupno proizvedenog toluena se koristi i za proizvodnju ksilena.
Poput drugih rastvarača, toluen se u nekim slučajevima takođe koristi kao inhalirajući lek zbog svojih opojnih svojstava; međutim, to može potencijalno da prouzrokuje ozbiljne neurološke povrede.
Emisija toluena u vazduh može imati prirodno i antropogeno poreklo. Prirodne emisije su vulkanske erupcije, šumski požari i sirova nafta, dok su antropogeni izvori  procesi u kojima se najviše koristi. Može biti emitovan direktno u atmosferu ili sa površina na koje su naneti proizvodi koji sadrže ovo jedinjenje, odnosno procesi u kojima se koriste boje i rastvarači, kao i ostali industrijski procesi koji obuhvataju upotrebu toluena ili proizvoda u kojima se on nalazi. Najznačajniji antropogeni izvor toluena je upotreba bezolovnog motornog benzina kao goriva, ali i njegova proizvodnja,
skladištenje i manipulisanje njime.

## Literatura
- Šoštarić, Andrej I. (2017). Mehanizmi uklanjanja lako isparljivih monoaromatičnih ugljovodonika (BTEX) iz ambijentalnog vazduha mokrom depozicijom (PDF). Beograd: Hemijski fakultet Univerzitet u Beogradu. Архивирано из оригинала (PDF) 22. 09. 2020. г. Приступљено 3. 6. 2018.

## Spoljašnje veze
Mediji vezani za članak toluene na Vikimedijinoj ostavi

- „ATSDR”. Архивирано из оригинала 09. 01. 2012. г. Приступљено 11. 08. 2011.
- „Rastvorljivost”. Архивирано из оригинала 28. 09. 2007. г. Приступљено 11. 08. 2011.
- „Tehnička specifikacija naftnog toluena”. Архивирано из оригинала 09. 02. 2018. г.